# Dario Maltese
Dario Maltese (Erice, 13 febbraio 1977) è un giornalista e conduttore televisivo italiano.

## Biografia
Quarto ed ultimo figlio di Benendetto Maltese, docente di matematica e dirigente scolastico, e di Maria Oliva De Felice, Dario ha tre fratelli maggiori: Giuseppe, Daniele e Rosa. Ha vissuto e studiato a Castellammare del Golfo (paese di cui suo padre divenne sindaco), conseguendo la maturità classica. Dalla Sicilia si è poi trasferito a Roma, laureandosi in scienze politiche alla Luiss Guido Carli.
Nel 2001 è stato assunto a Mediaset, dove ha preso parte alle redazioni di Mediasetonline e TGcom e ricopre il ruolo di inviato.  Nel 2003 ha ricevuto il premio Ischia in ricordo di Angelo Rizzoli riservato ai giornalisti under 35, nella categoria testate online. Nel 2006 è entrato a far parte della redazione politica del TG5 e successivamente in quella degli esteri.
Dopo un primo periodo alla conduzione dell'edizione della notte e di quella delle 13, è divenuto uno dei conduttori che si alternano alla conduzione dell'edizione delle 20 del TG5 e di alcuni speciali, principalmente approfondimenti di politica estera.
Nel 2023 ha pubblicato il suo primo libro Les italiens. Storie e incontri con talenti italiani che hanno conquistato la Francia, edito da Rizzoli. L'anno successivo ha ricoperto il ruolo di opinionista insieme a Sonia Bruganelli nella diciottesima edizione de L'isola dei famosi, in onda su Canale 5 con la conduzione di Vladimir Luxuria.
Dal 1º luglio al 30 agosto 2024 ha condotto su Canale 5 il programma mattutino Morning News. Nel periodo natalizio, dal 16 dicembre 2024 al 3 gennaio 2025, ha condotto il programma pomeridiano Pomeriggio Cinque News, sostituendo Pomeriggio Cinque condotto da Myrta Merlino. Il 20 e il 21 marzo 2025 ha sostituito quest'ultima alla conduzione di Pomeriggio Cinque. Dal 30 giugno è tornato alla conduzione di Morning News, stavolta affiancato da Carolina Sardelli.

## Programmi televisivi
- TGFin (Rete 4, 2002-2011)
- TG5 (Canale 5, dal 2002)
- Speciale TG5 (Canale 5, dal 2003)
- L'isola dei famosi (Canale 5, 2024) - opinionista
- Morning News (Canale 5, dal 2024)
- Pomeriggio Cinque News (Canale 5, 2024-2025)
- Pomeriggio Cinque (Canale 5, 2025)

## Opere
- Dario Maltese, Les italiens. Storie e incontri con talenti italiani che hanno conquistato la Francia, Rizzoli, 2023, ISBN 9788817183536.

## Riconoscimenti
- 2003: Premio Ischia internazionale di giornalismo – Miglior giornalista under 35, testate online